# Clapet anti-retour
Un clapet antiretour est un dispositif installé sur une tuyauterie permettant de contrôler le sens de circulation d'un fluide quelconque. Le fluide (liquide, gaz, air comprimé, etc.) peut donc circuler dans un certain sens, mais son flux est bloqué si ce sens s'inverse.

## Utilité

### Pompes

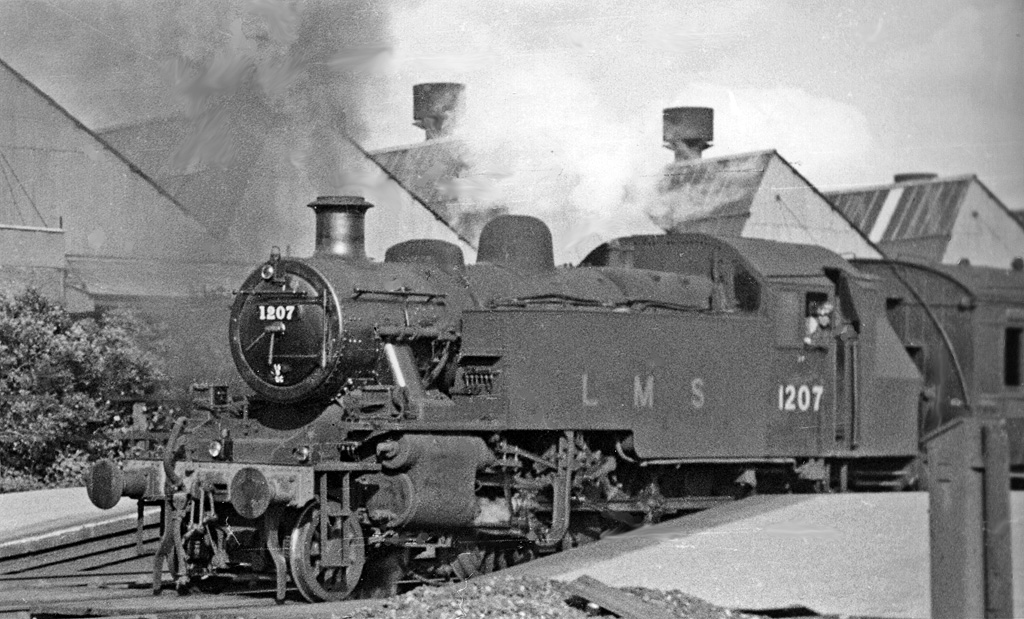
Les soupapes de cette locomotive se trouvent sous tôle mince entre la cheminée et le plus gros des deux bossages.

Les clapets anti-retour constituent le mécanisme principal de plusieurs types de pompes. Les buses d'admission et de chasse des pompes aspirantes-foulantes, des pompes à diaphragme (doseuses) et des pompes pour la chromatographie sont le plus souvent équipées de clapets à bille. Beaucoup d'autres mécanismes de transfert de fluides ressemblent à ces pompes et utilisent le clapet à bille. L'alimentation ou les injecteurs qui transfèrent l'eau vers une chaudière en sont équipés pour empêcher le reflux, ou retour de fluide.
On trouve aussi ce genre de clapet dans les pompes alimentant en eau les toboggans aquatiques : l'eau est refoulée en hauteur via une colonne qui longe l'échelle d'accès. Lorsqu'il faut interrompre le circuit pour la fermeture nocturne, l'eau est retenue par un clapet, qui est ouvert le lendemain matin.

### Procédés industriels
Les clapets anti-retour servent aussi dans les dispositifs hydrauliques des usines chimiques et des électriques, et beaucoup de procédés industriels.
L'industrie nucléaire fait par exemple grand usage des transferts de fluides caloporteurs, tels que piscines à combustible, bassins-tampon, systèmes de contrôle de température et d'échantillonnage[source insuffisante], etc. En aéronautique et aérospatiale, on utilise des clapets anti-retour chaque fois qu'il y a des fluides corrosifs ou brûlants, ou que les fluides transmettent d'intenses vibrations : c'est le cas par exemple pour le circuit d'huile des vérins hydrauliques, le contrôle d'attitude et les systèmes de pilotage par jets de gaz (RCS) des aéronefs et des lanceurs[source insuffisante],[source insuffisante].
Les injecteurs d'une automobile sont équipés de clapets anti-retour travaillant à une pression d'admission comprise entre 5 et 8 bar. 
On a souvent recours aux clapets anti-retour lorsqu'il s'agit de mélanger plusieurs gaz en un seul jet : chaque tuyère est équipée d'un clapet anti-retour pour éviter la contamination des réservoirs-sources. S'il faut, par exemple, mélanger un carburant et un comburant, les buses d'injection seront équipées de clapet anti-retour pour éviter l'explosion des réservoirs.
En 2010, le Jet Propulsion Laboratory de la NASA a entrepris une légère modification d'un simple clapet anti-retour pour prélever des échantillons liquides symptômes de vie sur Mars et les stocker dans réservoirs étanche pour éviter tout risque de contamination.

### Usages domestiques
Les appareils potentiellement contaminés que l'on branche sur le réseau d'eau potable (tourniquet pour l'arrosage ou machine à laver) doivent être équipés d'un clapet anti-retour. Certains asperseurs ou dispositifs d'infiltration en sont équipés pour éviter de fonctionner comme drains lorsque l'alimentation est coupée. Il est également indispensable d'empêcher les contaminations du réseau lorsqu'on connecte un dispositif de collecte des eaux pluviales aux sanitaires, entre autres par l'usage d'un disconnecteur.
En chauffage domestique, des clapets anti-retour empêchent la convection verticale, surtout dans les installations à énergie solaire, qui aurait pour effet de ne jamais chauffer les planchers.
Les vérins hydrauliques et pompes manuelles de levage sont munies de clapets anti-retour pour éviter l'ensablement du réservoir de la pompe (la bâche de retour est, elle, équipée d'un filtre).
Enfin les clapets anti-retour sont présents dans les matelas, canoës ou jouets gonflables, pour permettre un gonflage par paliers.

## Types de clapets antiretour

### Clapet antiretour à bille
Une bille libre assure la fermeture par contact sur un siège conique. Système simple, idéal pour les fluides agressifs ou chargés. Dans la plupart de ces clapets, la bille est plaquée contre l'orifice par un ressort mais parfois, le maintien de sa position dépend de la différence de pression de fluide de part et d'autre (amont-aval). L'ajutage d'appui des petits clapets à bille est moulé selon une forme plus ou moins conique, d'une part pour assurer son centrage, d'autre part pour améliorer l'étanchéité en position fermée.
Ces clapets à bille, modiques, sont souvent de petite taille et dépourvus de sophistication. Ils sont présents dans les pistolets à dentifrice ou à mayonnaise, les bombes aérosol, les stylos à bille, certaines seringues ou ventouses, etc. La bille est faite de toutes sortes de matériaux solides et chimiquement inertes : le plus souvent en métal inox, mais pour certaines applications particulières, dans des minéraux encore plus durs comme le corindon. Les pompes CLHP et les autres pompes à faible débit travaillant à haute pression comportent fréquemment deux clapets à petits orifices d'admission et de rejet, dont la bille et les coussinets d'appui sont en corindon. Faute d'utiliser des matériaux nobles, les clapets à bille sont évidemment sujets à l'usure, la fissuration ou la déformation, et doivent donc être remplacés : il faut donc qu'ils soient facilement accessibles. Le plus souvent, ils se fixent dans une pièce en plastique elle-même serrée à l'intérieur d'une bague en métal, laquelle pourra reprendre les pressions, et qui est vissée dans la buse de la pompe.
Il faut se garder de confondre les clapets à bille avec les vannes à boule, ou l'obturation est assurée, non par une bille, mais par un obturateur creux dont la forme sphérique assure une articulation multidirectionnelle à l'intérieur d'une buse, ce qui permet de donner au jet une directivité.

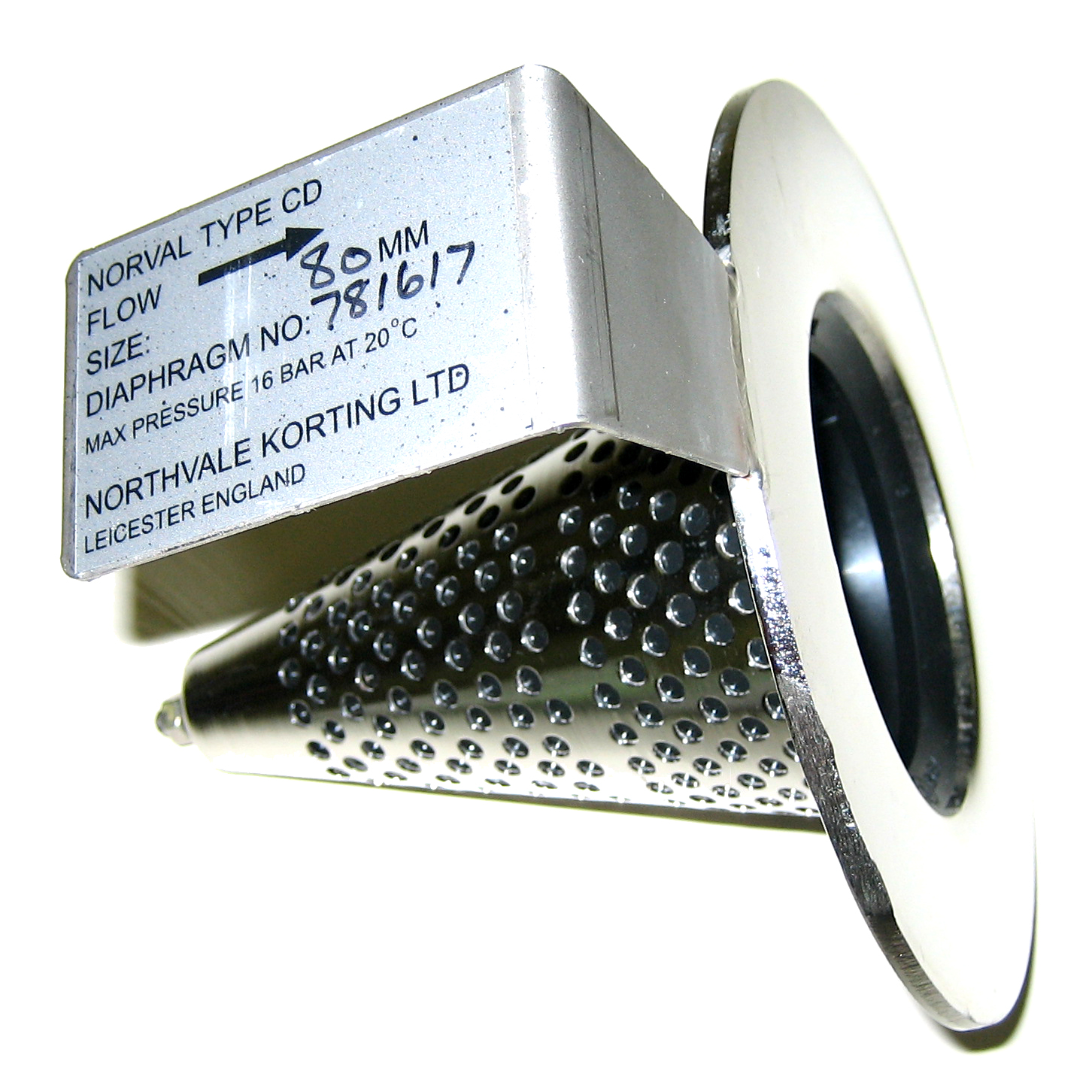
Clapet anti-retour à diaphragme (80 mm - 16 bar)

Il existe différents types de clapets antiretour :

### Clapet antiretour à battant
Le battant en position levée permet un débit important. Un mécanisme de contre-poids ou de ressorts permet la fermeture régulée. Il est employé pour une faible fréquence de manœuvre. Clapet antiretour appelé swing-check valve en anglais.

### Antiretour à clapet guidé
Il assure une bonne étanchéité même à faible pression. La rapidité de la fermeture du clapet est fonction du ressort. Il est employé sur une conduite horizontale et verticale.

### Clapet antiretour à double battant
Il permet d'éviter les coups de bélier.

### Clapet à disques concentriques
Bonne limitation des coups de bélier du fait de l'amplitude faible des disques. Adapté pour les cadences élevées. Employé par exemple sur le système de compression du dispositif de climatisation d'automobile.

## Représentation

Représentation symbolique du clapet anti-retour

Dans un schéma de tuyauterie et instrumentation, le clapet antiretour est représenté par le symbole de la figure ci-contre. La flèche indique le sens de circulation du fluide.